# Hande Doğandemir
Hande Doğandemir (* 22. November 1985 in Ankara) ist eine türkische Schauspielerin, Fernsehmoderatorin und Soziologin mit tscherkessischer Abstammung. Bekannt wurde sie durch die Serie Güneşi Beklerken.

## Leben und Karriere
Doğandemir studierte an der Universität Ankara. Sie spricht fließend türkisch, englisch und französisch.
Sie wurde durch die Werbung von Browni Intense mit Nejat İşler bekannt. Später spielte sie mit Nejat İşler in dem Film "Kaybedenler Kulübü: Yolda". Außerdem trat sie in  "Sen de Gitme", "Şubat", "Can Kırıkları" und "Hükümsüz" auf.
Ihren Durchbruch hatte Doğandemir in der Serie Güneşin Beklerden. Ihre Hauptrolle bekam sie in dem Kinofilm Bana Masal Anlatma.

## Filmografie
Filme
- 2015: Bana Masal Anlatma
- 2016: Her Şey Aşktan
- 2017: Kaybedenler Kulübü Yolda
- 2019: Nuh Tepesi
- 2020: Gelincik
- 2021: Daha İyi Bir Yarın

Serien
- 2010: Kahramanlar
- 2010: Keskin Bıçak
- 2011–2012: Sen de Gitme
- 2012: İbreti Alem
- 2012: Böyle Bitmesin
- 2013: Leyla ile Mecnun
- 2013: Şubat
- 2013–2014: Güneşi Beklerken
- 2015: Racon: Ailem İçin
- 2016: Hayatımın Aşkı
- 2017: Muhteşem Yüzyıl: Kösem
- 2018: Can Kırıkları
- 2019: Yüzleşme
- 2020: Kırmızı Oda
- 2021: Hükümsüz
- 2021–2022: Annemizi Saklarken

Sendung
- 2011–2013: Hatırlar Mısınız?

## Auszeichnungen

### Gewonnen
- 2013: 3.Ege University Media Awards in der Kategorie „Beste Schauspielerin“
- 2013: 5.Ayaklı Gazete TV Awards in der Kategorie „Beste Schauspielerin“

### Nominiert
- 2013: 3.Kristal Fare Media Awards in der Kategorie „Beste Schauspielerin“